# Pteragogus
Pteragogus is een geslacht van straalvinnige vissen uit de familie van lipvissen (Labridae). Het geslacht is voor het eerst wetenschappelijk beschreven in 1855 door Peters.

## Soorten
- Pteragogus aurigarius (Richardson, 1845)
- Pteragogus cryptus Randall, 1981
- Pteragogus enneacanthus (Bleeker, 1853)
- Pteragogus flagellifer (Valenciennes, 1839)
- Pteragogus guttatus (Fowler & Bean, 1928)
- Pteragogus pelycus Randall, 1981
- Pteragogus taeniops (Peters, 1855)